# Juan Santamaría nemzetközi repülőtér
A Juan Santamaría repülőtér (IATA: SJO, ICAO: MROC) Costa Rica egyik nemzetközi repülőtere, amely Alajuela Canton közelében található. Éves utasforgalma 3 063 086 fő (2021).

## Légitársaságok és úticélok
2023-ban a Juan Santamaría nemzetközi repülőtérről az alábbi járatok indulnak:

### Személy

Jelenlegi amerikai járatok a repülőtérről

Jelenlegi európai járatok a repülőtérről

| Légitársaság             | Célállomások |
| ------------------------ | --- |
| Aeroméxico               | Mexico City |
| Air Canada               | Szezonális: Montréal–Trudeau, Toronto–Pearson |
| Air Canada Rouge         | Szezonális: Montréal–Trudeau, Toronto–Pearson |
| Air France               | Párizs-Charles de Gaulle repülőtér |
| Air Transat              | Szezonális: Montréal–Trudeau, Toronto–Pearson |
| Alaska Airlines          | Los Angeles |
| Albatros Airlines        | Caracas (felfüggesztve) |
| American Airlines        | Charlotte, Dallas/Fort Worth, Miami |
| Arajet                   | Santo Domingo–Las Américas |
| Avianca                  | Bogotá |
| Avianca Costa Rica       | Bogotá, Buenos Aires–Ezeiza, Cancún, Cartagena, Guatemala City, Lima, Managua (felfüggesztve), Medellín–JMC, Mexico City, New York–JFK, Panama City–Tocumen (felfüggesztve), Quito, San Salvador, Washington–Dulles Szezonális: Chicago–O'Hare ( December 13, 2023), San Pedro Sula ( December 10, 2023) |
| Avianca El Salvador      | San Salvador |
| British Airways          | Szezonális: London–Gatwick |
| Copa Airlines            | Guatemala City, Managua, Panama City–Tocumen |
| Costa Rica Green Airways | Quepos, Tambor |
| Delta Air Lines          | Atlanta, Los Angeles |
| Edelweiss Air            | Zürich |
| Frontier Airlines        | Atlanta Szezonális: Miami |
| Iberia                   | Madrid |
| Iberojet                 | Madrid |
| JetBlue                  | Fort Lauderdale, New York–JFK, Orlando Szezonális: Los Angeles |
| KLM                      | Szezonális: Amszterdam |
| LATAM Perú               | Lima |
| Lufthansa                | Frankfurt |
| Sansa Airlines           | Costa Esmeralda, Coto 47, Drake Bay, Golfito, La Fortuna/San Carlos, Liberia (CR), Limón, Nosara Beach, Palmar Sur, Pérez Zeledón, Puerto Jiménez, Quepos, Tamarindo, Tambor, Tortuguero |
| Southwest Airlines       | Baltimore, Houston–Hobby Szezonális: Denver |
| Spirit Airlines          | Fort Lauderdale, Orlando |
| United Airlines          | Houston–Intercontinental, Newark Szezonális: Chicago–O'Hare, Denver, Los Angeles, Washington–Dulles |
| Viva Aerobus             | Szezonális: Cancún (felfüggesztve) |
| Volaris                  | Cancún |
| Volaris Costa Rica       | Bogotá, Cancún, Guatemala City, Lima, Mexico City, New York–JFK, San Salvador, Washington–Dulles |
| Wingo                    | Bogotá, Panama City–Balboa |

### Cargo
| Légitársaság           | Célállomások                               |
| ---------------------- | ------------------------------------------ |
| ABX Air                | Panama City–Tocumen                        |
| AerCaribe              | Panama City–Tocumen                        |
| AeroUnion              | Miami, Guatemala City, Mexico City         |
| Amerijet International | Miami                                      |
| Avianca Cargo          | Miami                                      |
| CargoJet               | Miami                                      |
| DHL Aero Expreso       | Miami, Panama City–Tocumen, San Pedro Sula |
| DHL de Guatemala       | Guatemala City                             |
| FedEx                  | Aguadilla, Memphis                         |
| La Costeña             | Managua                                    |
| LATAM Cargo Colombia   | Miami, Guatemala City                      |
| Mas Air                | Mexico City, Quito                         |
| United Parcel Service  | Miami                                      |

### Megszűnt kapcsolatok
| Légitársaság             | Célállomások                                                     |
| ------------------------ | ---------------------------------------------------------------- |
| Aeroméxico Connect       | Mexico City                                                      |
| Air Caraïbes             | Pointe-à-Pitre via Panama City–Tocumen                           |
| Air Madrid               | Madrid                                                           |
| Air Panama               | David, Panama City–Pacífico                                      |
| Air Transat              | Vancouver                                                        |
| American Airlines        | Chicago–O'Hare, Los Angeles, New York–JFK, Phoenix–Sky Harbor    |
| Avianca Costa Rica       | Lima, Tegucigalpa                                                |
| Avianca Perú             | Lima                                                             |
| Condor                   | Frankfurt via Santo Domingo–Las Américas, München via Punta Cana |
| Cubana de Aviación       | Havana                                                           |
| Ecuatoriana de Aviación  | Quito                                                            |
| Interjet                 | Mexico City                                                      |
| Mexicana de Aviación     | Mexico City                                                      |
| Nicaragüense de Aviación | Managua                                                          |
| Orbest                   | Lisszabon                                                        |
| Southwest Airlines       | Fort Lauderdale                                                  |
| Spirit Airlines          | Houston–Intercontinental                                         |
| US Airways               | Charlotte, Phoenix–Sky Harbor                                    |
| Veca Airlines            | San Salvador                                                     |
| Volaris                  | Guadalajara                                                      |
| Volaris Costa Rica       | Managua                                                          |
| WestJet                  | Toronto–Pearson                                                  |
| Wingo                    | Panama City–Tocumen                                              |

## Forgalom
Az utasforgalom az elmúlt években az alábbi módon változott:
| Utasok száma | 209 624 | 759 098 | 987 870 | 1 937 820 | 3 243 440 | 3 238 602 | 3 857 588 | 4 494 875 | 4 971 024 | 3 063 086 |
|              | 1960    | 1975    | 1990    | 2002      | 2005      | 2008      | 2011      | 2015      | 2018      | 2021      |

## Futópályák
A repülőtér futópályái:
- 07/25 (3012 m, 45 m, aszfalt)